# Keith Edwards (Fußballspieler, 1952)
Malcolm Keith Edwards (* 26. September 1952 in Briton Ferry) ist ein ehemaliger walisischer Fußballspieler.

## Karriere
Edwards spielte 1968 für die walisische Schülernationalmannschaft, beim 3:0-Sieg über die nordirische Auswahl war er neben Steve Aizlewood und Leighton James einer der drei walisischen Torschützen. In der Saison 1967/68 führte er zudem die Schulauswahl von Neath in das Finale um das Welsh Schools’ Shield. Mit seinen Leistungen sorgte er für Interesse bei mehreren englischen Profiklubs und schloss sich im Sommer 1968 Leeds United an, im Oktober 1969 erhielt er einen Profivertrag. Im Februar 1970 spielte er für das walisische Jugendnationalteam bei einem torlosen Unentschieden gegen England in Newport in der Qualifikation für das UEFA-Juniorenturnier 1970.
Leeds hatte in der Saison 1968/69 die englische Meisterschaft gewonnen und Einsatzchancen waren hinter dem Innenverteidigerduo Jack Charlton und Norman Hunter auch die folgenden Jahre rar. Im Messepokal 1970/71 saß er in Spielen gegen Sarpsborg FK und Dynamo Dresden auf der Ersatzbank, zu seinem einzigen Einsatz in einem Pflichtspiel kam er per Einwechslung für 19 Minuten bei einem Erstligaspiel bei Huddersfield Town im September 1971. 
Von Roy Bentley wurde er zur Saison 1972/73 zu Swansea City geholt, nach dessen Entlassung spielte er beim walisischen Klub keine Rolle mehr und wechselte nach mehreren Anfragen schließlich Anfang 1973 nach Irland zu Cork Celtic. In der Saison 1973/74 führte er als Mannschaftskapitän Cork Celtic zur einzigen Landesmeisterschaft der Klubgeschichte. Im Herbst 1974 verletzte er sich in einer Ligapartie schwer am Kiefer und musste mehrere Wochen im Krankenhaus verbringen, durch die Verletzung verpasste er auch die Zweitrundenbegegnungen im Europapokal der Landesmeister 1974/75 gegen den sowjetischen Vertreter FC Ararat Jerewan. Im Dezember 1975 erlebte er das Gastspiel von George Best bei Cork Celtic, kurze Zeit später lief mit Geoff Hurst ein weiterer prominenter Spieler kurzzeitig für Celtic auf. Edwards erzielte in der irischen Erstklassigkeit insgesamt vier Tore.
Im Sommer 1977 kehrte er in den englischen Fußball zurück, der in die Southern League aufgenommene Klub Bridgend Town verstärkte sich neben Edwards mit Paul Harris und Jimmy McInch mit zwei weiteren früheren Football-League-Spielern. Wie lange Edwards für Bridgend spielte ist unklar, im November 1977 berichtete die lokale Glamorgan Gazette: „die Defensivzentrale profitiert nun von der Kontrolle durch Keith Edwards“, am Saisonende stieg der Klub als Tabellenzweiter in die Premier Division der Southern League auf.